# ISO 3166-2:AQ
 (juillet 2024).
Si vous disposez d'ouvrages ou d'articles de référence ou si vous connaissez des sites web de qualité traitant du thème abordé ici, merci de compléter l'article en donnant les références utiles à sa vérifiabilité et en les liant à la section « Notes et références ».
Pour un article plus général, voir ISO 3166-2.

Drapeau officiel du traité sur l'Antarctique.

ISO 3166-2:AQ est l'entrée pour l'Antarctique dans l'ISO 3166-2, qui fait partie du standard ISO 3166, publié par l'Organisation internationale de normalisation (ISO), et qui définit des codes pour les noms des principales administration territoriales (par exemple provinces ou États fédérés) pour tous les pays ayant un code ISO 3166-1.
Actuellement aucun code ISO 3166-2 n'est défini pour l'Antarctique.
L'Antarctique, défini comme les territoires au sud du 60e parallèle sud, est officiellement assigné au code ISO 3166-1 alpha-2 AQ.